# Vasúti Dolgozók Szabad Szakszervezete
A Vasúti Dolgozók Szabad Szakszervezete (VDSZSZ) a Magyar Államvasutak (MÁV) alkalmazottainak taglétszámát tekintve legnagyobb érdekvédelmi szövetsége (és ezzel egyike Magyarország legnagyobb szakszervezeteinek). A VDSZSZ a hat magyar szakszervezeti szövetség közül a Liga Szakszervezetekhez tartozik.
A taglétszámot tekintve legerősebb vetélytársa a MÁV-on belül az MSZOSZ konföderációhoz tartozó Vasutasok Szakszervezete, amely a MÁV szakszervezeti tagdíjlevonásai alapján közel azonos létszámú a VDSZSZ-szel (a különbség mintegy száz fő). Tagságát tekintve jóval kisebb, de jelentős lobbierőt képvisel a Mozdonyvezetők Szakszervezete (Autonóm Szakszervezetek Szövetsége) is.
A VDSZSZ 1989 végén alakult. Elnöke 2007-ben Gaskó István (aki egyben a Liga Szakszervezetek elnöke is).
A VDSZSZ Szövetséghez tartozik a nyugat-magyarországi privát vasúti társaság, a GYSEV legnagyobb szakszervezete, a GyDSzSz is.
2007. november 21-én a Liga felhívásához csatlakozva, a szocialista-szabaddemokrata kormány egészségbiztosító privatizációs, vasúti szárnyvonal-bezáró és nyugdíjlefaragó tervei elleni tiltakozásként a VDSZSZ hatórás sztrájkot tartott, amely egész napra megbénította a vasúti közlekedést az országban.
A VDSZSZ csatlakozott Liga a 2007. december 17-ére határoztalan idejű sztrájk indítására irányuló felhívásához is.
2008. február 1-jével a VDSzSz újabb, az egész ország vasúti közlekedését megakadályozó sztrájkba kezdett, melyet 10%-os béremelésük, valamint a MÁV-Cargo privatizációs bevételéből befolyó, dolgozónként 250 ezer forintos kifizetés érdekében jelentettek be. Hajnali 03:00 órától aznap 12:00 -ig a vasúti forgalom az országban teljesen leállt. Bár a szakszervezet határozatlan idejű sztrájkot hirdetett, azt délben mégis befejezték, a hétvégére hivatkozva.
Mivel 2008. február 2-3. között sem sikerült a VDSzSz-nek megállapodást kötnie a MÁV-val, ezért február 4-ére, újabb határozatlan idejű sztrájkot hirdettek, ezt azonban már nem függesztették fel a korábbiakhoz hasonlóan, így tehát személy- és teherforgalom a magyar vasutak területén napokon keresztül gyakorlatilag szünetelt. A sztrájk felfüggesztése végül február 7-én következett be, amikor Gaskó István a Liga Szakszervezetek és a VDSZSZ elnöke a MÁV intézkedéseire hivatkozva következő hét péntekéig - azaz február 15-ig kihirdette a sztrájk befejezését.  Február 7-én a sztrájk felfüggesztésének egyik oka az volt, hogy miközben a munkáltató erőből próbálta meg lenyomni a sztrájkolókat, rengeteg utasításellenes intézkedést tett, melyekkel a vasúti közlekedés biztonságát súlyosan veszélyeztette. A február 4-étől meghirdetett sztrájk négy napja alatt számtalan szabálytalanság történt a munkáltató részéről, ezek közül az egyik legsúlyosabb mulasztás a vonatvizsgálat elmaradása volt.

## Külső hivatkozások
- A szakszervezet honlapja
- Interjú Gaskó Istvánnal[halott link]